# Аруба на летних Олимпийских играх 2008
Аруба принимала участие на летних Олимпийских играх 2008 года в Пекине, Китай. Аруба в шестой раз принимала участие на летних Олимпийских играх и на Игры в Пекин послала самую малочисленную делегацию в своей истории. Только двое представителей Арубы участвовали в Играх-2008: пловец Ян Роодзант и дзюдоист Фидерд Вис. Делегация Арубы, включавшая спортсменов, тренеров и представителей МОКа и олимпийского комитета Арубы прибыла в Пекин с 1 по 4 августа. Фидерд Вис попал на Игры благодаря специальному приглашению МОКа, полученное им во время тренировочного сбора в Бразилии. Вис был знаменосцем на церемонии открытия, а Роодзант — на церемонии закрытия. Оба спортсмена вылетели в первых раундах своих соревнований, тем самым оставив Арубу без медалей Игр-2008.

## Перед Играми
До Игр 2008 года Аруба участвовала в пяти подряд летних Олимпийских играх, начиная с Игр-1988. Участие на Играх в Пекине стало шестым для этой нидерландской колонии. Летом 2008 года Аруба была представлена только двумя спортсменами, оба — мужчины. Это в два раза меньше, чем на прошлых летних Играх в Афинах, где Аруба была представлена четырьмя спортсменами в трех видах спорта. В составе сборной Арубы на Играх 2008 года не было женщин, что стало вторым подобным случаем в истории выступлений этой колонии (первый был на Играх 1996 года в Атланте, на которых Аруба была представлена тремя мужчинами).
1 августа 2008 года спортсмены из Арубы вылетели в Пекин на борту рейса 765 авиакомпании KLM. Помимо Виса и Роодзанта, на борту были тренера и представители Олимпийского комитета Арубы Эдмундо Джосиа и Чу Халаби. Президент Олимпийского комитета Арубы Лео Мадуро и представители комитета Мари Хсинг и Линг Вонг прибыли в Пекин тремя днями позднее. Вместе с представителем МОК Николе Хоевертцем эта группа сформировала делегацию Арубы на летних Олимпийских играх 2008.
Делегация Арубы прибыла в Олимпийскую деревню 6 августа 2008 года вместе с делегациями Парагвая, Кубы и Тувалу. Во время церемонии прибытия китайские военные подняли флаг Арубы и исполнили гимн колонии «Aruba Dushi Tera». Делегация Арубы и управляющие Олимпийской деревней обменялись подарками.
На церемонии открытия спортсмены из Арубы вышли на поле пекинского Национального стадиона 109-ми. Фидерд Вис, единственный дзюдоист в составе сборной Арубы, был знаменосцем. Во время церемонии закрытия знаменосцем был пловец Ян Роодзант.

## Дзюдо
Фидерд Вис был единственным пловцом, представлявшим честь Арубы на Играх в Пекине. Его тренером был Альберто Тиль.
Для подготовки к Олимпиаде Фидерд Вис вылетел из Арубы в Бразилию, благодаря соответствующему соглашению между олимпийскими комитетами Арубы и Бразилии и бразильской конфедерацией дзюдо, достигнутому после участия Арубы на Панамериканских играх 2007 в Рио-де-Жанейро. Вис прибыл в Бразилиа 4 июня 2008 года для участия в чемпионате Южной Америки. Позже он тренировался с бразильскими дзюдоистами в Сан-Паулу. Увидев прогресс Виса, Международный олимпийский комитет дал ему специальное приглашение для участия на Играх в Пекине. Олимпийский комитет Арубы поддержал приглашение, и Фидерд Вис стал вторым и последним спортсменом из этой голландской колонии на Играх-2008.
12 августа Вис встретился с китайцем Гуо Леем в четырнадцатой встрече 1/16 финала. Представитель Арубы проиграл поединок и не вышел в следующие раунды.
| Спортсмен  | Дисциплина         | Предварительный раунд | 1/16 финала               | 1/8 финала          | Четвертьфинал       | Полуфинал           | Утешительный раунд 1 | Утешительный раунд 2 | Утешительный раунд 3 | Финал / БМ          | Финал / БМ |
| Спортсмен  | Дисциплина         | Противник Результат   | Противник Результат       | Противник Результат | Противник Результат | Противник Результат | Противник Результат  | Противник Результат  | Противник Результат  | Противник Результат | Место      |
| ---------- | ------------------ | --------------------- | ------------------------- | ------------------- | ------------------- | ------------------- | -------------------- | -------------------- | -------------------- | ------------------- | ---------- |
| Фидерд Вис | до 81 кг (мужчины) | Не участвовал         | Гуо Лей Китай П 0000-1100 | Не прошёл           | Не прошёл           | Не прошёл           | Не прошёл            | Не прошёл            | Не прошёл            | Не прошёл           | Не прошёл  |

## Плавание
Уроженец Нидерландов Ян Роодзант, был единственным пловцом из Арубы на летних Играх в Пекине.
Вместе с тренером Исмаилом Сантистебеном Роодзант на протяжении года готовился к Олимпийским играм в американском Гейнсвилле, штат Флорида, получая тренерскую поддержку от специалистов из сборной по плаванию Флоридского университета. 26 февраля он ненадолго вернулся в Арубу, но через несколько дней вернулся в США для продолжения тренировок. Роодзант смог квалифицироваться по лицензии ФИНА, удачно выступив на чемпионате Карибских островов.
11 августа 2008 года, за день до соревнований, Роодзант провёл свою последнюю тренировку перед стартами на мужской дистанции 100 метров вольным стилем. Роодзант плыл во втором квалификационном заплыве и выиграл его с результатом 51.69 секунд. Однако пловец из Арубы занял общее 53-е место среди 64 спортсменов и в результате не прошёл в следующие раунды.
| Спортсмен   | Дисциплина           | Квалификация | Квалификация | Полуфинал | Полуфинал | Финал     | Финал     |
| Спортсмен   | Дисциплина           | Время        | Место        | Время     | Место     | Время     | Место     |
| ----------- | -------------------- | ------------ | ------------ | --------- | --------- | --------- | --------- |
| Ян Роодзант | 100 м вольным стилем | 51.69        | 53           | Не прошел | Не прошел | Не прошел | Не прошел |